# MOWAG Grenadier
MOWAG Grenadier, někdy nazývané MR 8 nebo Roland, je švýcarské obojživelné obrněné průzkumné vozidlo. Lze jej vybavit doplňkovou výzbrojí jako třeba klimatizací, protitankovými střelami nebo kanónem ráže 25 mm. Vozidlo Grenadier používají armády několika afrických i jihoamerických zemí.